# Giro dei Paesi Baschi 1996
Il Giro dei Paesi Baschi 1996, trentaseiesima edizione della corsa, si svolse dal 8 al 12 aprile 1996 su un percorso di 817,5 km ripartiti in cinque tappe (l'ultima suddivisa in 2 semitappe). Fu vinto da Francesco Casagrande, davanti a Pascal Hervé e Abraham Olano.

## Tappe
| Tappa  | Data      | Percorso                                | km    | Vincitore di tappa   | Leader cl. generale  |
| ------ | --------- | --------------------------------------- | ----- | -------------------- | -------------------- |
| 1ª     | 8 aprile  | Lasarte > Lasarte                       | 126   | Laurent Jalabert     | Laurent Jalabert     |
| 2ª     | 9 aprile  | Lasarte > Galdakao                      | 190   | Francesco Casagrande | Francesco Casagrande |
| 3ª     | 10 aprile | Galdakao > Vitoria-Gasteiz              | 200   | Stefano Zanini       | Francesco Casagrande |
| 4ª     | 11 aprile | Vitoria-Gasteiz > Lekunberri            | 198   | Francesco Frattini   | Davide Rebellin      |
| 5ª-1ª  | 12 aprile | Lekunberri > Orio                       | 97    | Neil Stephens        | Pascal Hervé         |
| 5ª-2ª  | 12 aprile | Orio > Venta de Orio (Cron.individuale) | 6,5   | Francesco Casagrande | Francesco Casagrande |
| Totale | Totale    | Totale                                  | 817,5 |                      |                      |

## Classifiche finali

### Classifica generale
| Pos. | Corridore            | Squadra        | Tempo     |
| ---- | -------------------- | -------------- | --------- |
| 1    | Francesco Casagrande | Saeco          | 20h51'21" |
| 2    | Pascal Hervé         | Festina-Lotus  | a 3"      |
| 3    | Abraham Olano        | Mapei-GB       | a 27"     |
| 4    | Mauro Gianetti       | Team Polti     | a 31"     |
| 5    | Evgenij Berzin       | Gewiss-Playbus | a 42"     |